# مات كورنويل
مات كورنويل (بالإنجليزية: Matt Cornwell)‏ هو لاعب اتحاد الرغبي بريطاني، ولد في 16 يناير 1985 في ليستر في المملكة المتحدة.